# 国道463号
国道463号（こくどう463ごう）は、埼玉県越谷市から入間市に至る埼玉県の東西を結ぶ一般国道である。埼玉県内のみで完結する国道としては唯一である。

## 概要
埼玉県越谷市からさいたま市浦和区までの区間、および所沢市から入間市までの区間は、現道とバイパスが並行している。現道、バイパスともに終点の入間市から国道299号に直通するかたちとなっており、飯能市方面に連続している。
北浦和駅入口（埼玉県さいたま市浦和区）交差点 - 西新井町交差点（所沢市）間は、約17 kmにわたるケヤキ並木が続いており、読売新聞社選定の「新・日本街路樹100景」（1994年）のひとつに選定されている。このケヤキ並木は、1973年に排気ガスの浄化を目的に植えられたもので、特に所沢市東新井町から西新井町にかけての3 km余りの区間は「緑のトンネル」となっている。「日本一のけやき並木」と題した解説板が北浦和駅入口交差点付近、下大久保交差点（さいたま市桜区）付近、熊野神社東交差点（所沢市）付近にそれぞれ設置されている。

### 路線データ
一般国道の路線を指定する政令に基づく起終点および重要な経過地は次のとおり。
- 起点：越谷市（西新井字西前1013番1地先[4]、五才川橋交差点 = 埼玉県道324号蒲生岩槻線交点）
- 終点：入間市（河原町、河原町交差点 = 国道16号交点、国道299号終点）
- 重要な経過地：岩槻市[注釈 2]、浦和市[注釈 3]、与野市[注釈 4]、志木市、富士見市、新座市、所沢市
- 総延長 : 61.9 km（埼玉県 32.8 km、さいたま市 29.1 km）重用延長を含む。[5][注釈 5]
- 重用延長 : 5.6 km（埼玉県 3.7 km、さいたま市 1.9 km）[5][注釈 5]
- 未供用延長 : なし[5][注釈 5]
- 実延長 : 56.3 km（埼玉県 29.1 km、さいたま市 27.3 km）[5][注釈 5]
  - 現道 : 36.7 km（埼玉県 20.4 km、さいたま市 16.3 km）[5][注釈 5]
  - 旧道 : 8.7 km（埼玉県 8.7 km、さいたま市 - km）[5][注釈 5]
  - 新道 : 10.9 km（埼玉県 - km、さいたま市 10.9 km）[5][注釈 5]
- 指定区間：国道17号と重複する区間（さいたま市浦和区・県庁前交差点 - 北浦和駅入口交差点）[6]

## 歴史
- 1993年（平成5年）4月1日 - 埼玉県主要地方道1号浦和越谷線・16号浦和所沢線・7号入間所沢線を一般国道463号指定。新浦和橋有料道路供用開始。
- 1996年（平成8年）3月26日 - 所沢入間バイパス全線開通[7][8]。
- 1996年（平成8年）11月28日 - 新見沼大橋有料道路供用開始[9]
- 2001年（平成13年） - 越谷浦和バイパス全線開通。
- 2003年（平成15年）5月6日 - 新浦和橋有料道路の管理がさいたま市に移管され、通行料無料となる。
- 2019年（平成31年）4月1日 - 越谷浦和バイパスに並行する旧道の起点であった越谷市の神明町交差点（国道4号交点）から五才川橋交差点までの区間が国道指定解除され、越谷市道となり越谷市に移管された[10]。

## 路線状況

### 通称
- 越谷街道[11]（神明町交差点 - さいたま市浦和区 仲町交差点）
  - 日光御成街道（さいたま市緑区 大門上交差点 - 大門小学校入口交差点）
- 旧中山道（さいたま市浦和区 仲町交差点 - 浦和駅西口交差点）
- 県庁通り（浦和駅西口交差点 - 県庁前交差点）[12][13]
- 中山道（県庁前交差点 - 北浦和駅入口交差点）
- 埼大通り（浦和所沢バイパスのさいたま市内での通称）
- 行政道路（所沢市・入間市）[14][15]

地元では中山道（国道17号と重複）は「17号」と呼ばれることが多く、旧中山道が「中山道」と呼ばれることがあるので注意が必要である。

### バイパス
- 越谷浦和バイパス（越谷市内は旧道が国道指定解除[4]、さいたま市内は国道指定継続）
- 所沢入間バイパス（旧道は国道指定継続）

現在国道指定はされていないものの、越谷浦和バイパスの実質的な延伸部として都市計画道路道場三室線が建設されている。
なお、バイパスと名前が付いているが、浦和所沢バイパス（旧道は国道指定を受けたことがない）は当道路のバイパスではなく本線である。

### 有料道路
- 新見沼大橋有料道路（さいたま市緑区、越谷浦和バイパス）

### 重複区間
- 国道17号（さいたま市浦和区・県庁前交差点 - 北浦和駅入口交差点）
- 国道254号（富士見市・下南畑交差点 - 新座市・英IC）

### 道路管理者
- 指定区間：国土交通省大宮国道事務所
- 新見沼大橋有料道路：埼玉県道路公社
- 指定区間外
  - 越谷市 ：埼玉県越谷県土整備事務所
  - さいたま市岩槻区：さいたま市建設局北部建設事務所
  - さいたま市緑区、浦和区、中央区、桜区：さいたま市建設局南部建設事務所
  - 志木市、新座市：埼玉県朝霞県土整備事務所
  - 富士見市、三芳町、所沢市：埼玉県川越県土整備事務所
  - 入間市：埼玉県飯能県土整備事務所

## 地理

### 通過する自治体
- 埼玉県
  - 越谷市 - さいたま市（岩槻区 - 緑区[注釈 6] - 浦和区 - 中央区 - 桜区） - 志木市 - 富士見市 - 入間郡三芳町 - 新座市 - 所沢市 - 入間市

### 交差する道路
※越谷浦和バイパス、所沢入間バイパスはその項を参照のこと。
| 交差する道路                                                      | 交差する道路                                                 | 交差点名         | 所在地     | 所在地 |
| ----------------------------------------------------------------- | ------------------------------------------------------------ | ---------------- | ---------- | ------ |
| 越谷市道                                                          |                                                              |                  |            |        |
| 埼玉県道324号蒲生岩槻線                                           | 埼玉県道324号蒲生岩槻線                                      | 五才川橋 ※       | さいたま市 | 岩槻区 |
|                                                                   | 埼玉県道324号蒲生岩槻線（旧道）                              | 釣上新田         | さいたま市 | 岩槻区 |
| （浦和東京線）                                                    | 埼玉県道381号東大門安行西立野線                              | 大門坂下         | さいたま市 | 緑区   |
|                                                                   | 埼玉県道105号さいたま鳩ヶ谷線（日光御成街道）                | 大門小学校入口   | さいたま市 | 緑区   |
| 埼玉県道105号さいたま鳩ヶ谷線（日光御成街道）                     | 埼玉県道105号さいたま鳩ヶ谷線（日光御成街道）                | 大門（上）       | さいたま市 | 緑区   |
| 国道122号（岩槻街道）                                             | 国道122号（岩槻街道）                                        | 大門             | さいたま市 | 緑区   |
| -                                                                 | （見沼台通り）                                               |                  | さいたま市 | 緑区   |
|                                                                   | （和田通り）                                                 |                  | さいたま市 | 緑区   |
| （大間木丸ヶ崎線）                                                | 埼玉県道235号大間木蕨線（東浦和駅前通り）                    | 東浦和駅入口     | さいたま市 | 緑区   |
|                                                                   | （南浦和東口大間木線）                                       |                  | さいたま市 | 緑区   |
|                                                                   | （尾間木支所通り）                                           |                  | さいたま市 | 緑区   |
| （水深内谷線）                                                    | -                                                            |                  | さいたま市 | 緑区   |
| 埼玉県道1号さいたま川口線（第二産業道路）                         | 埼玉県道1号さいたま川口線（第二産業道路）                    | 緑区役所（北）   | さいたま市 | 緑区   |
| 埼玉県道1号さいたま川口線支線                                     | 埼玉県道1号さいたま川口線支線                                | 花月             | さいたま市 | 緑区   |
| 埼玉県道35号川口上尾線（産業道路）                                | 埼玉県道35号川口上尾線（産業道路）                           | 原山             | さいたま市 | 緑区   |
| 越谷浦和バイパス                                                  |                                                              | 本太坂下         | さいたま市 | 浦和区 |
| -                                                                 | （高砂仲町線）                                               | 浦和駅東口（北） | さいたま市 | 浦和区 |
| -                                                                 | （浦和駅西口仲町線）                                         |                  | さいたま市 | 浦和区 |
| 埼玉県道65号さいたま幸手線                                        | 埼玉県道65号さいたま幸手線                                   | 仲町             | さいたま市 | 浦和区 |
| （市役所通り・越谷海道）                                          |                                                              | 仲町             | さいたま市 | 浦和区 |
| （浦和駅前線）                                                    |                                                              |                  | さいたま市 | 浦和区 |
| 埼玉県道34号さいたま草加線                                        |                                                              | 浦和駅西口       | さいたま市 | 浦和区 |
| 埼玉県道65号さいたま幸手線                                        | 埼玉県道213号曲本さいたま線                                  | 浦和駅西口       | さいたま市 | 浦和区 |
| 国道17号（中山道）                                                | 国道17号（中山道）                                           | 県庁前           | さいたま市 | 浦和区 |
| （県庁通り）                                                      | 埼玉県道40号さいたま東村山線（志木街道）                     | 県庁前           | さいたま市 | 浦和区 |
| （市役所通り）                                                    | （市役所通り）                                               | さいたま市役所前 | さいたま市 | 浦和区 |
| （新六間道路）                                                    | 埼玉県道57号さいたま鴻巣線（新六間道路）                     | 六間通り         | さいたま市 | 浦和区 |
| 越谷浦和バイパス                                                  | 埼玉県道57号さいたま鴻巣線バイパス                           | 常盤七丁目       | さいたま市 | 浦和区 |
| 埼玉県道118号北浦和停車場線                                       | 浦和所沢バイパス（埼大通り）                                 | 北浦和駅入口     | さいたま市 | 浦和区 |
| 北浦和駅入口交差点 - 東新井町交差点は「浦和所沢バイパス」を参照。 |                                                              |                  |            |        |
| 埼玉県道6号川越所沢線                                             | 埼玉県道6号川越所沢線                                        | 峰の坂           | 所沢市     | 所沢市 |
|                                                                   | 支線（所沢入間バイパス方面、行政道路上り、都内所沢街道方面） | 宮本町           | 所沢市     | 所沢市 |
| 埼玉県道8号川越入間線                                             | 埼玉県道8号川越入間線                                        | 藤沢             | 入間市     | 入間市 |
| 埼玉県道226号入間市停車場線                                       |                                                              |                  | 入間市     | 入間市 |
| 国道16号                                                          | 国道16号                                                     | 河原町           | 入間市     | 入間市 |
| 国道299号・国道407号（飯能方面）                                  |                                                              |                  |            |        |

- さいたま市緑区の大門（上）交差点と大門交差点の間は、都市計画道路田島大牧線の一部である。
- さいたま市緑区の見沼代用水西縁に架かる浅間橋と国際興業バス駒形バス停付近の間は、都市計画道路大門東西線の一部である。
- さいたま市浦和区の本太坂下交差点と仲町交差点の間は、都市計画道路町谷本太線の一部である。
- さいたま市浦和区の浦和駅西口交差点と県庁前交差点の間は、都市計画道路浦和駅西口停車場線の一部である。
- ※五才川橋交差点は越谷市とさいたま市岩槻区の境界線上にある。

### 交差する鉄道・河川
※越谷浦和バイパス、所沢入間バイパスはその項を参照のこと。
- 綾瀬川（畷橋）
- 埼玉高速鉄道線
- 芝川（念仏橋）
- 京浜東北線・宇都宮線・高崎線・湘南新宿ライン
- 「浦和所沢バイパス」を参照
- 西武新宿線
- 砂川堀（境橋）
- 西武池袋線（建武橋）
- 不老川（大橋）

### 沿線
さいたま市緑区
- みそのウイングシティ
- 美園郵便局
- 大門宿本陣跡
- 埼玉県立浦和特別支援学校
- 浦和くらしの博物館民家園
- 芝川第一調節池
- 浅間神社
- 浦和明の星女子中学校・高等学校
- 浦和東警察署
- 吉祥寺
- さいたま市立東浦和中学校
- プラザイースト
- 緑区役所
- 浦和駒場スタジアム
- さいたま市立原山中学校

さいたま市浦和区
- 浦和ロイヤルパインズホテル
- うらわ美術館
- 常盤公園
- 浦和駅（JR京浜東北線・宇都宮線・高崎線・湘南新宿ライン）
- 玉蔵院
- 埼玉会館
- 埼玉県庁
- 埼玉県警察本部
- さいたま拘置支所
- さいたま地方検察庁
  - さいたま区検察庁
- さいたま地方裁判所
  - さいたま簡易裁判所
- さいたま商工会議所
- 埼玉県立文書館
- さいたま市役所
- さいたま市消防局浦和消防署
- 埼玉県知事公館
- 浦和警察署
- NHKさいたま放送局
- さいたま市立常盤小学校
- 北浦和駅（JR京浜東北線）
- 北浦和公園
- 埼玉県立近代美術館
- 埼玉大学

北浦和駅入口交差点から東新井町交差点までの間は「浦和所沢バイパス」を参照
所沢市
- 所沢航空記念公園
- 所沢航空記念公園野球場
- 埼玉西部消防組合所沢中央消防署
- 小手指駅（西武池袋線）
- 狭山ヶ丘駅（西武池袋線）

入間市
- 彩の森入間公園
- ジョンソン・タウン
- 入間市役所
- 丸広百貨店入間店
- 入間市駅（西武池袋線）

## ギャラリー

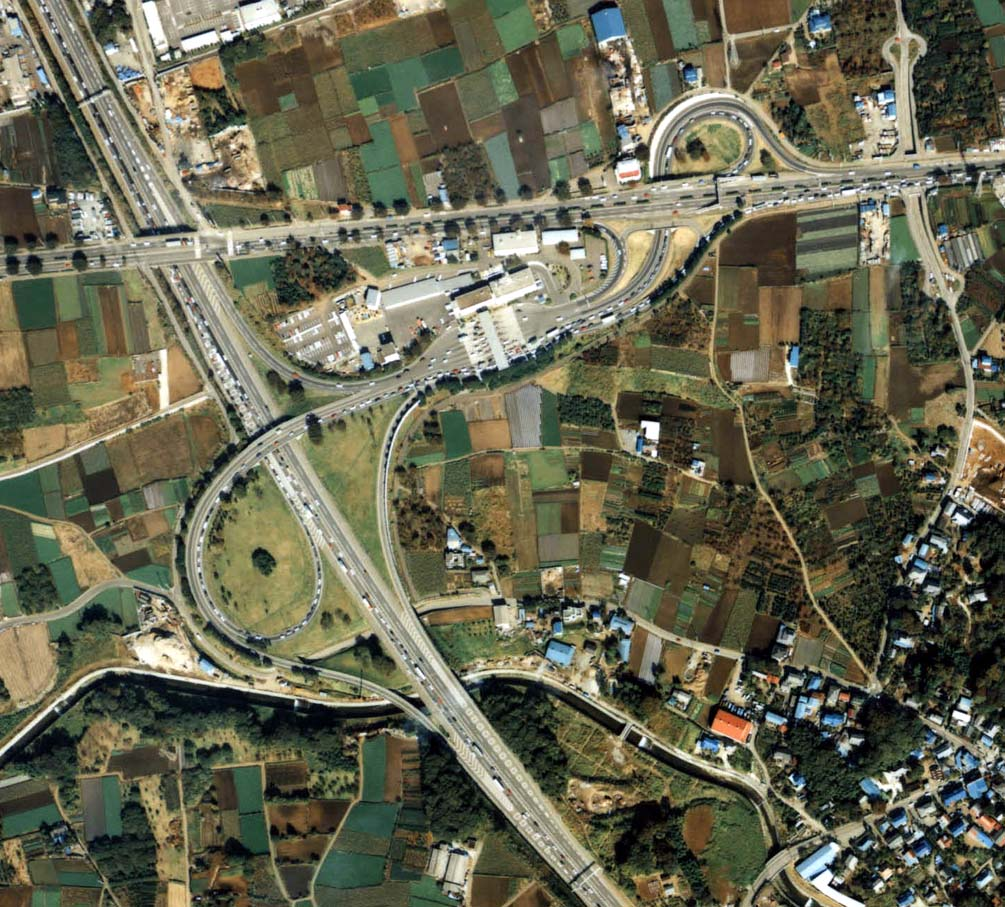
関越自動車道所沢IC付近（埼玉県所沢市）航空写真。国土交通省 国土地理院 地図・空中写真閲覧サービスの空中写真を基に作成
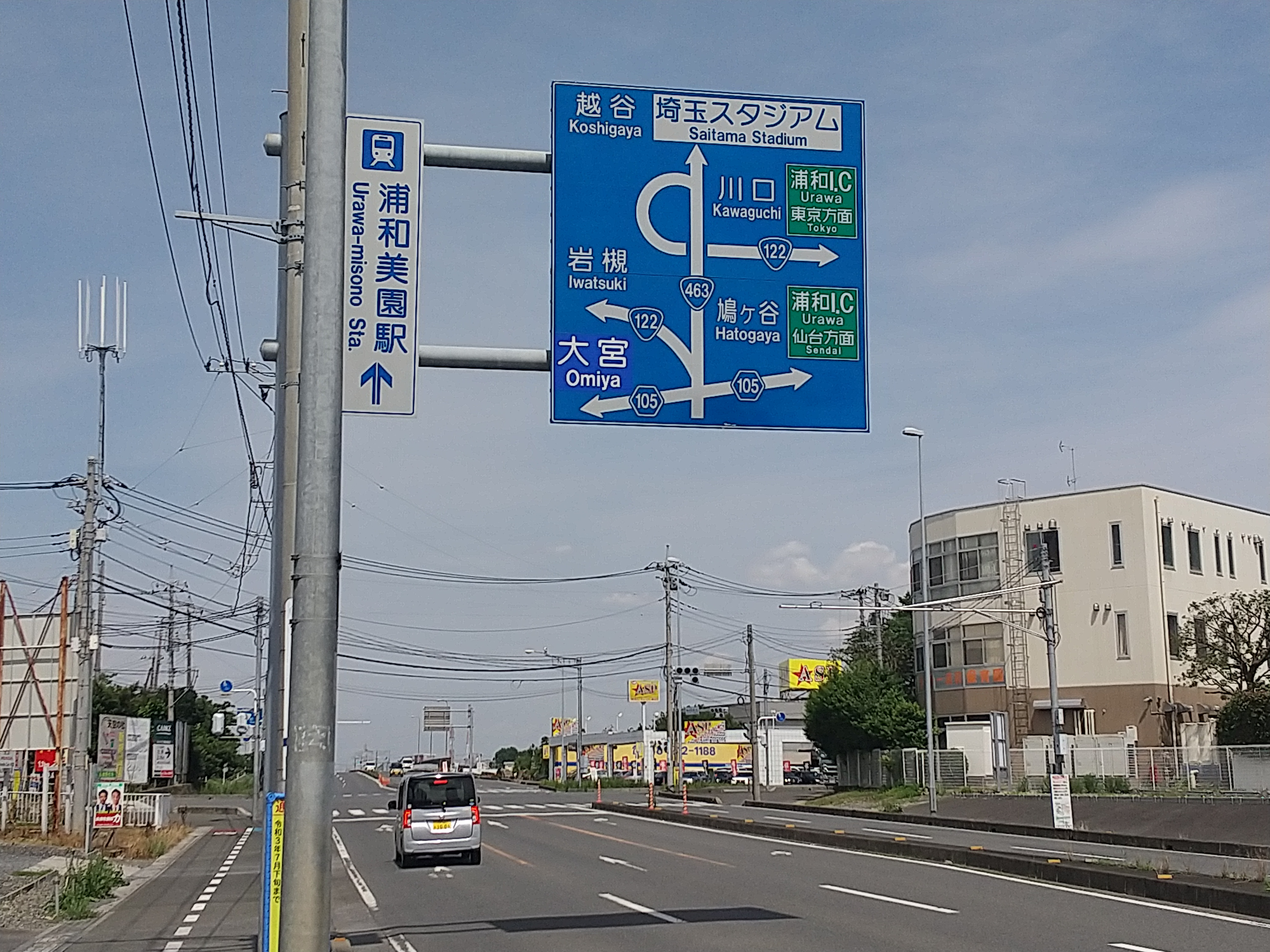
国道122号・埼玉県道105号さいたま鳩ヶ谷線との分岐 さいたま市緑区大門付近
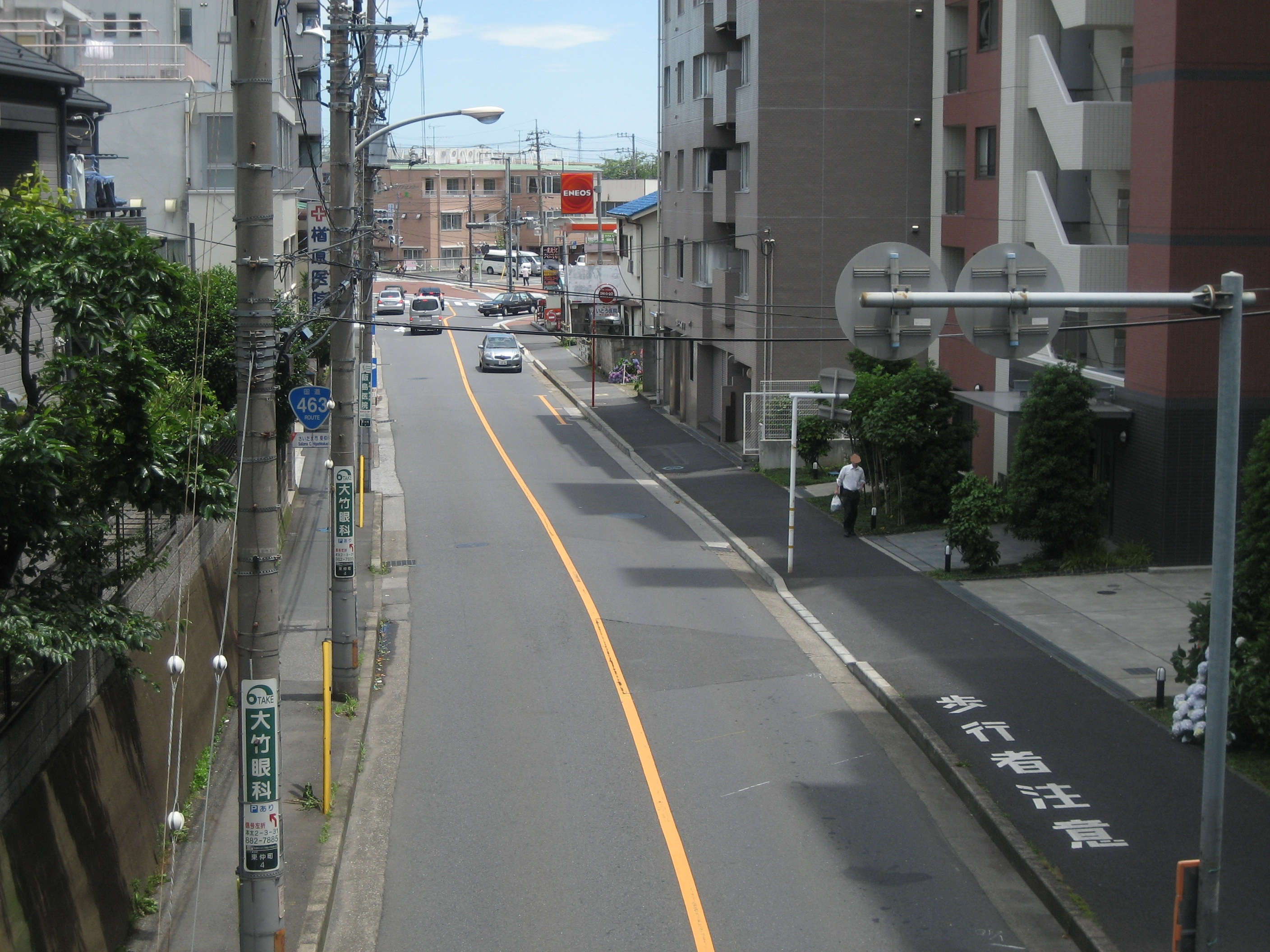
さいたま市浦和区東仲町付近（現道）
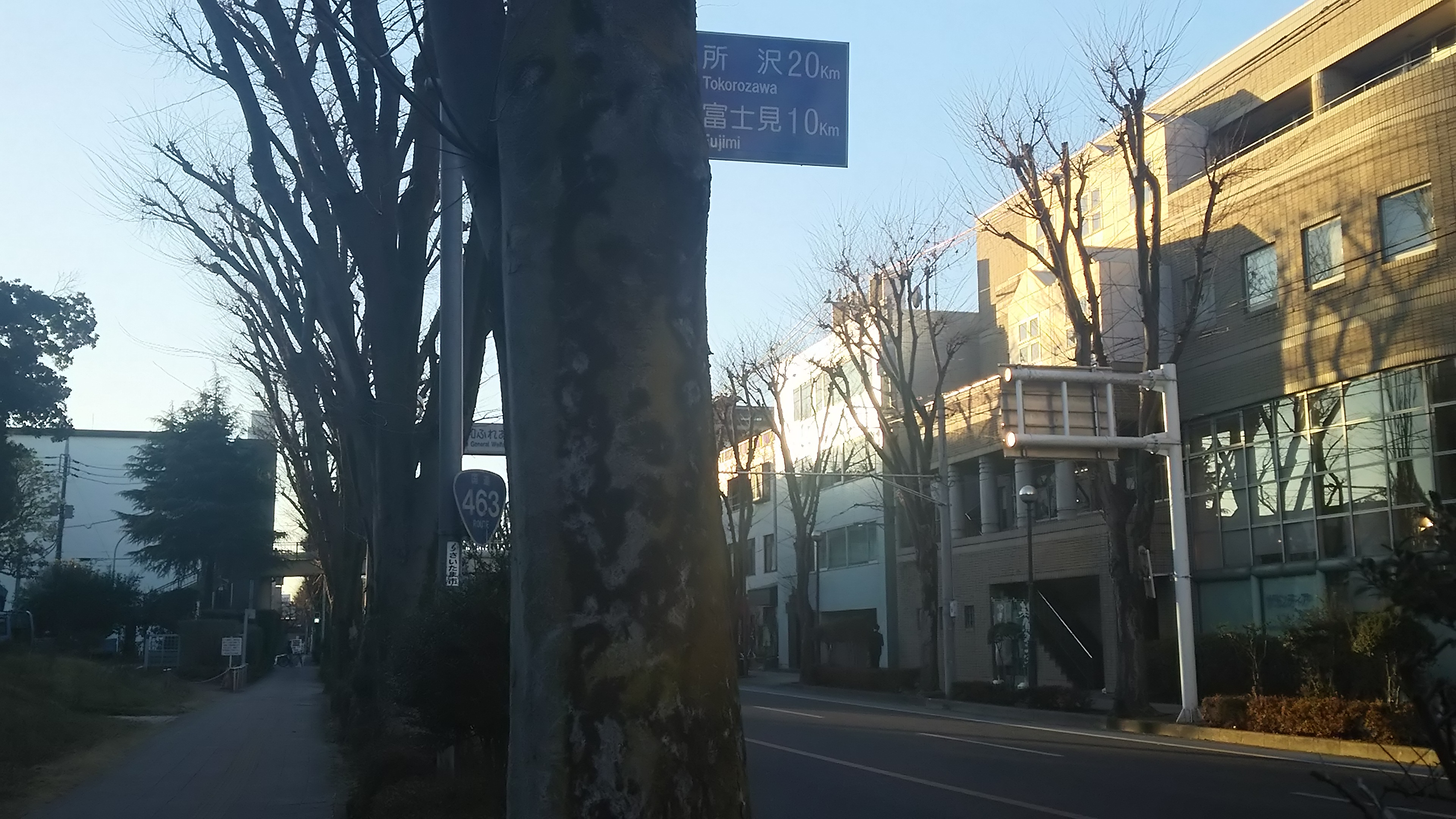
さいたま市浦和区常盤付近
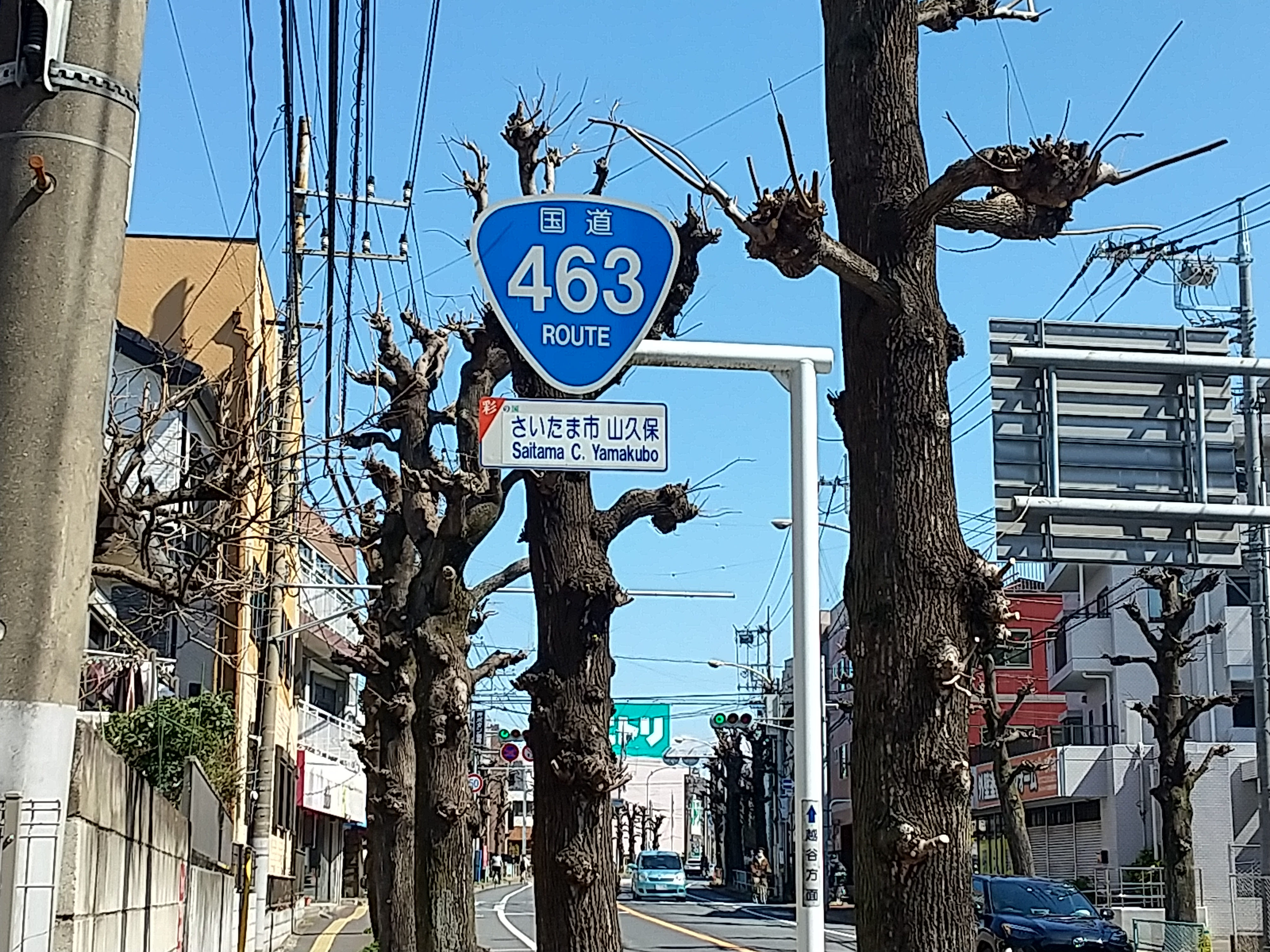
さいたま市桜区山久保付近（埼大通り）
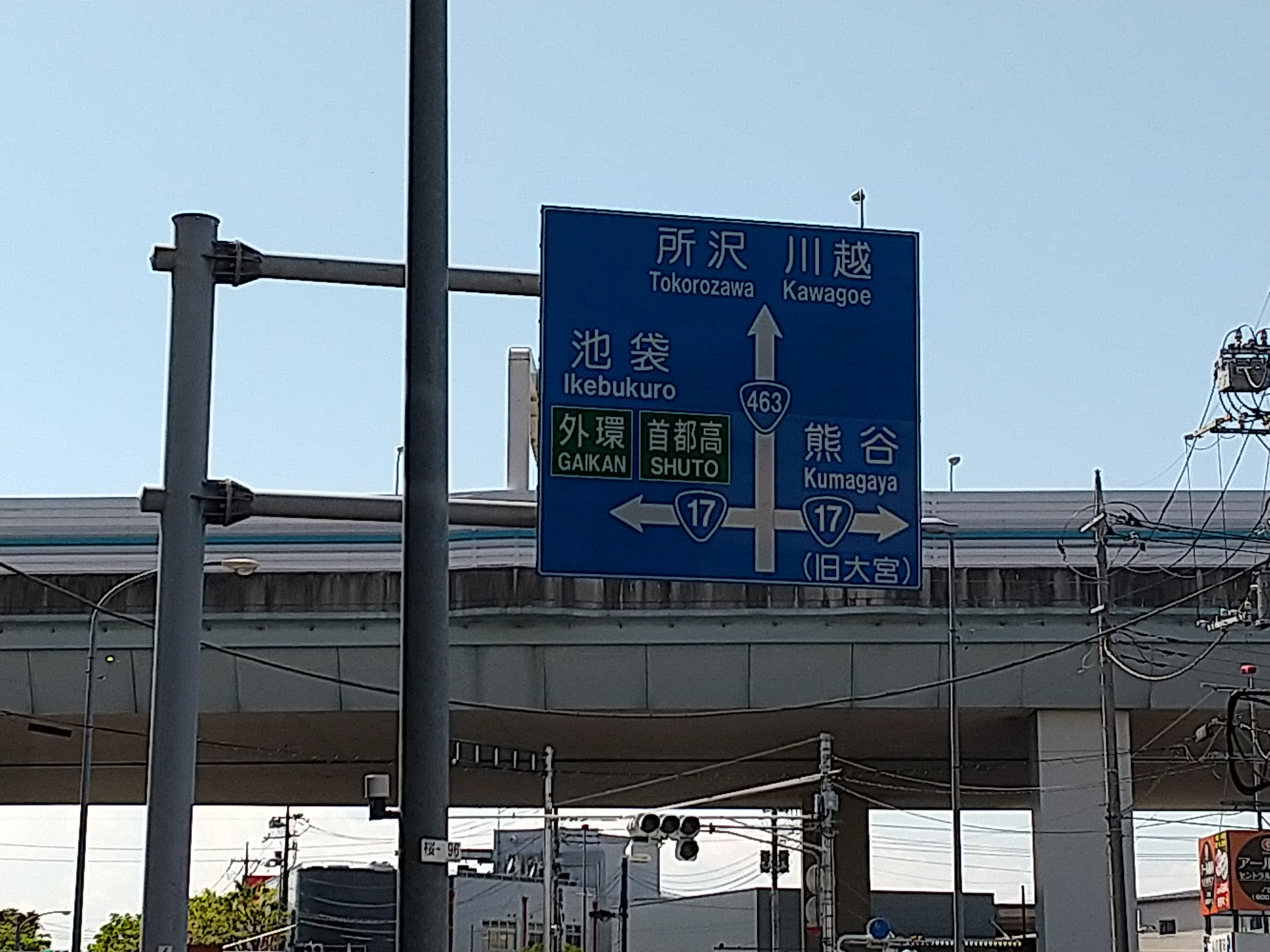
国道17号との分岐 さいたま市中央区上峰付近
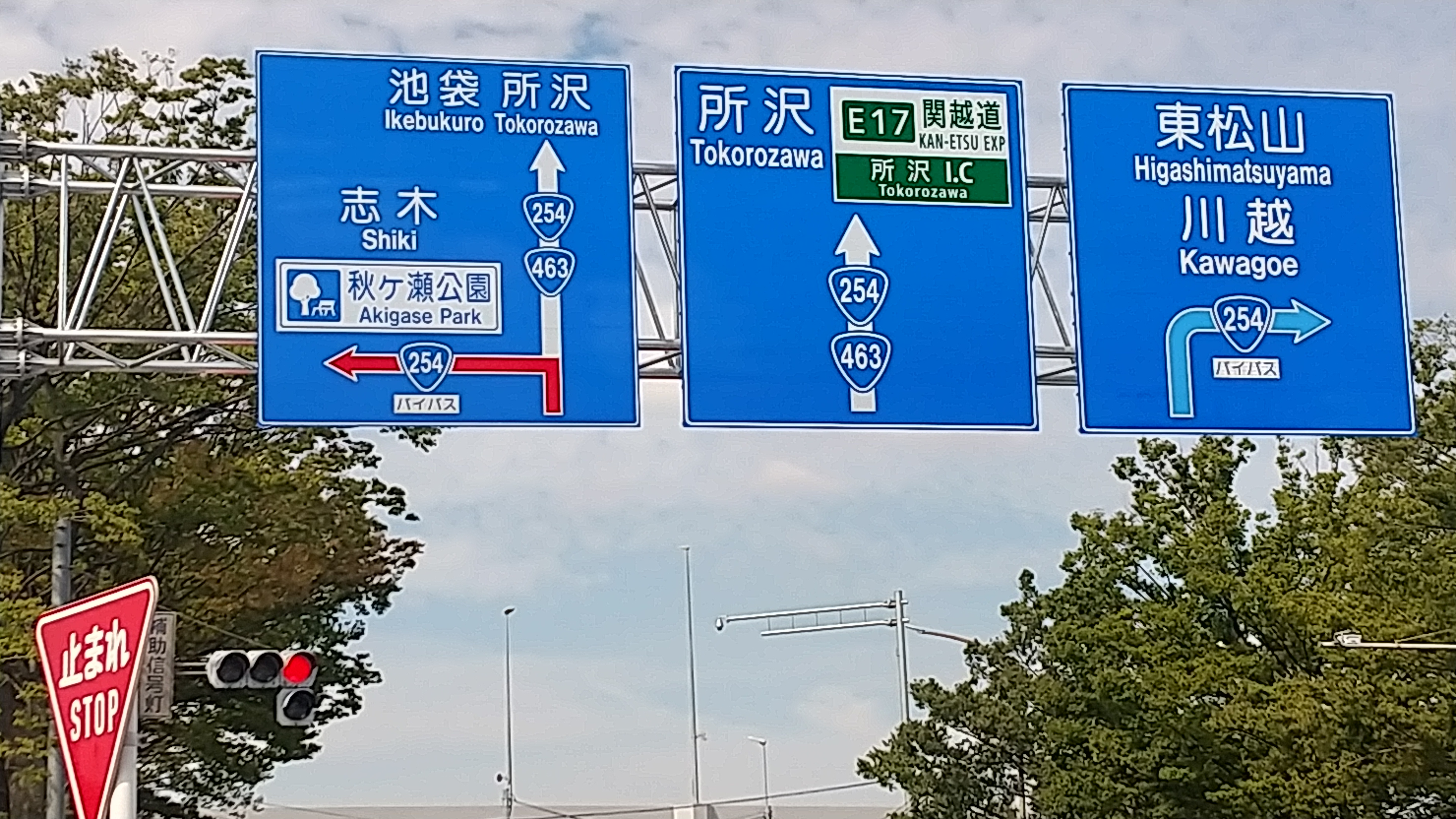
国道254号（和光富士見バイパス・富士見川越バイパス）との分岐 富士見市下南畑付近
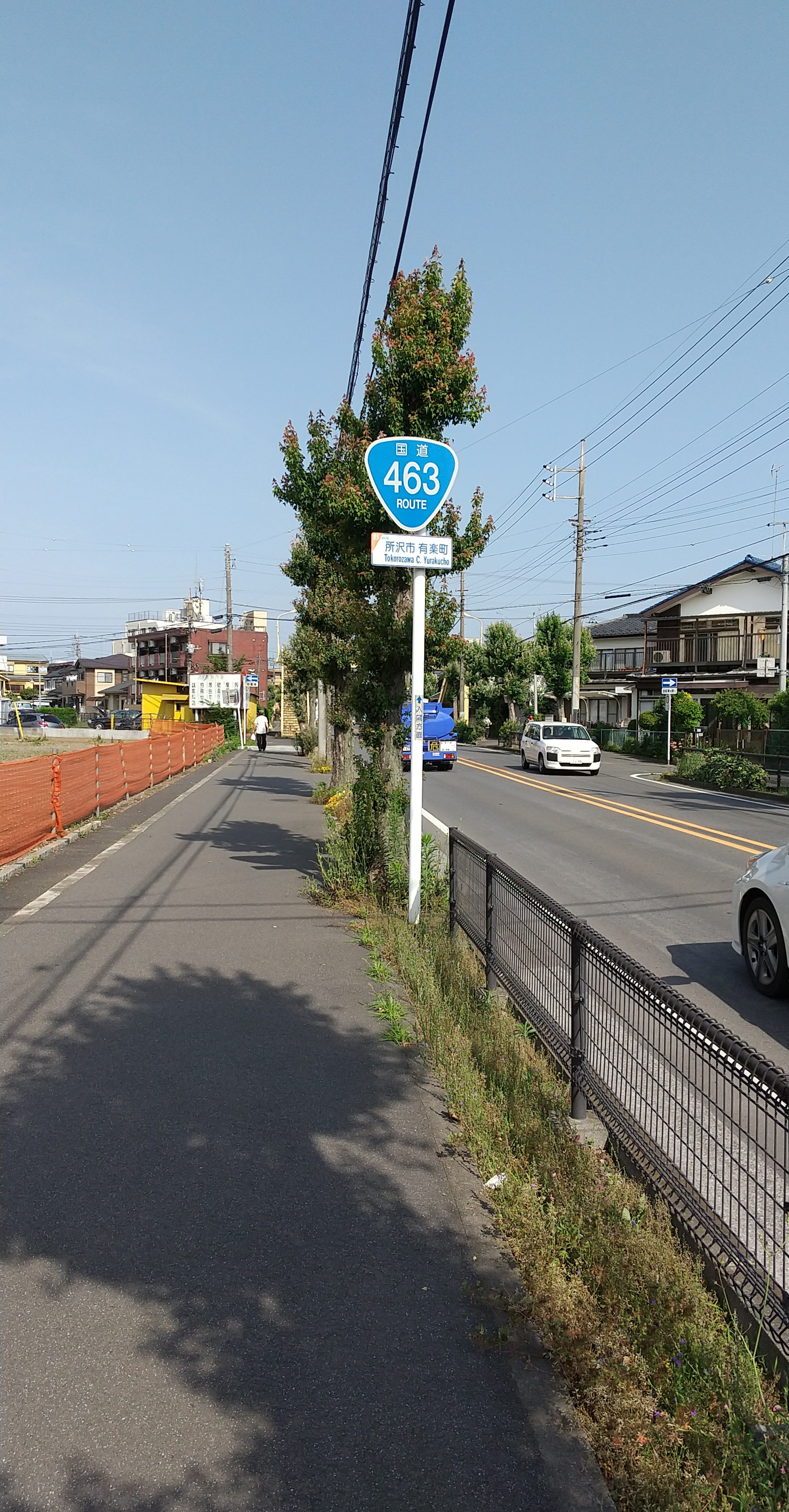
所沢市有楽町付近
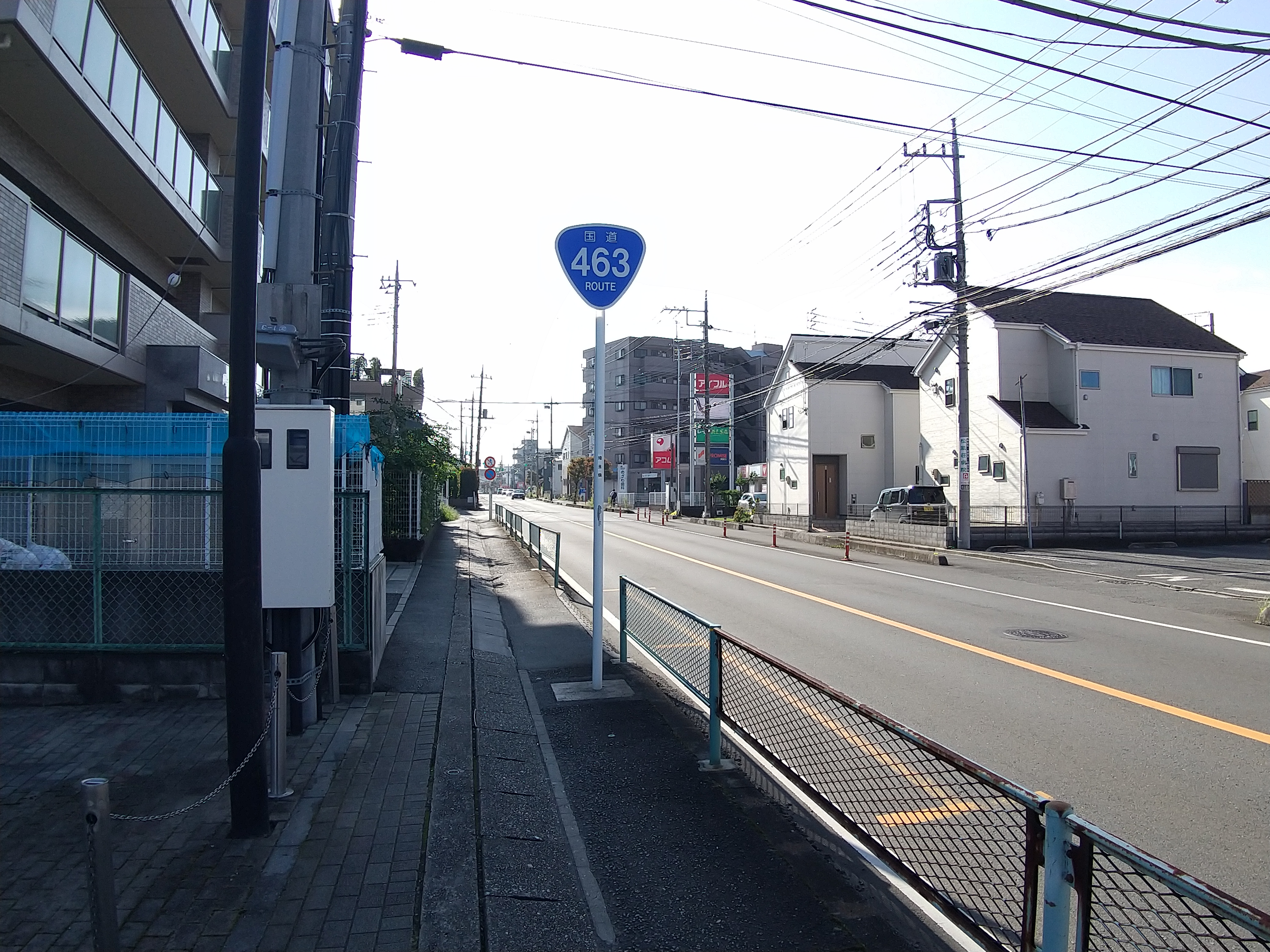
入間市東藤沢付近